# 小平加奈
小平 加奈（おだいら かな、1987年3月16日 - ）は、静岡県出身日本のシンガーソングライター、リトミック講師。O型。
レコード会社はSouth to North Factoryである。

## プロフィール
シンガーソングライター、リトミック認定講師　また現在3児の母親。

日本大学在学中から作詞作曲を始め、新卒で食品総合商社に就職後も会社勤めをしながらレッスンを重ねた末、2014年全国CDデビュー。その後、数多くのイベントに出演している。
フリーの活動ながら、3枚目のシングル「えん」は、TBS系バラエティ番組『アッコにおまかせ!』のエンディングテーマに起用され、オリコンインディーズウィークリーチャート15位を獲得した。また、全国のCoCo壱番屋の店舗で小平加奈が特集されたり、女性の生き方を反映する雑誌『Ready』に取材されるなど、その生き方にも注目が集まっている。
家族愛、命や人生をテーマにした楽曲が多く、じっくりと語りかけるような歌声に多くの人が涙する。
自身の活動の他、テレビ番組の挿入歌や、企業CMの音楽制作も手掛けている。

また第3子出産後、日本こども教育センターにてリトミックを勉強、2023年に認定講師となる。
現在高齢者施設にてリトミック＋歌イベントを定期開催している。

### 活動履歴
2011年
- 「片道切符」で配信デビュー[1]（正式なデビューはまだしていない）
- music.jpのプッシュアーティストになり、パワープレイされる

2014年
- 「ここにいること」でSouth to North Factoryより全国CDデビュー
- TSUTAYA静岡店、昭島店、イオンモール幕張新都心店などでCDリリースイベントを行う
- 静岡新聞「情熱細胞」に掲載、静岡SBSラジオに出演
- 女性専用マガジン『Ready』に掲載され、2足のわらじの活動が反響を呼ぶ

2015年
- 「ただいま、おかえり。」をSouth to North Factoryより全国リリース
- 楽曲「ただいま、おかえり。」がすまいるFM「おかえりスマイル」エンディングに起用
- テレビ神奈川『ありがとッ!』生出演
- NHK「サウンド★クルーズ」、かわさきFM、FMサルース、K-mix等　全国ラジオ番組出演
- 川崎市ストップ詐欺被害！映像　ナレーション担当（ゆるキャラ14体の声担当）
- 「炭火居酒屋炎」と「持ち帰り専門店炎」CM・歌唱出演（北海道エリア限定）
- 天気予報BGMに「パレット」が起用される（北海道テレビ）
- 人生で初めてとなるワンマンライブを恵比寿天窓.switchで開催。

2016年
- 「えん」をSouth to North Factoryより全国リリース
- TSUTAYA静岡店、タワーレコード札幌ピヴォ店、タワーレコード川崎店、タワーレコード汐留店などでCDリリースイベントを行う
- テレビ神奈川『猫のひたいほどワイド』生出演
- 東京タワー大展望台1階club333にライブ出演
- 楽曲「えん」がTBS系『アッコにおまかせ!』の5月度エンディング曲に決定
- 「えん」がオリコンインディーズウィークリーチャート15位を獲得
- 南青山MANDALAにてワンマンライブを開催

2017年
- 初のフルアルバム「7段目のとびばこ」をSouth to North Factoryより全国リリース
- 全国1300店舗のCoCo壱番屋にて「小平加奈」特集が組まれる（期間は1月1日～1月5日）
- 楽曲「かかとをあげて」TBS系列CBCテレビ『まちイチGoing舞Way！』の1月度エンディングテーマに決定
- 声優ユニットkotohanaに「ゆらり」を楽曲提供（作詞作曲）
- Yokohama O-SITEにて単独コンサートを開催
- 単独コンサート後の4月より、第一子出産・育児のため音楽活動を休業

2018年
- 約9か月の休業を経て、1月に音楽復帰
- 復帰ライブ「ただいま」「おかえり」を開催
- 六本木クラップスにて母になって初めての単独コンサートを開催
- 出産を期に歌う場所を少しずつ変化させ、ショッピングモールでの歌唱を増やしていく
- アルバム「明日への道しるべ」をSouth to North Factoryより全国リリース
- イオン西新井、イオンモール日の出、イオンモール北戸田、イオン葛西等でCDリリースイベント開催。本人はブログにて「今までと違うお客様の反応に、歌を歌う意味がわかってきたような気がします。」とコメントしている。
- この頃からアメーバブログでブログ記事が一位になることが増えてくる（シンガーソングライター部門）
- 楽曲「7段目のとびばこ」がYOUテレビ『地域情報番組 My You！』のオープニング曲に起用
- お台場TV、東京FM「MUSIC HOT FLAVOR」の生出演

2019年
- 川崎市中原区役所主催「In Unity2019」の総合司会と歌唱を担当
- 第二子の妊娠を発表
- 妊娠約8か月、六本木クラップスにて単独コンサートを開催
- 単独コンサート後の4月より出産・育児のため音楽活動を休業

2022年
- 妊娠約8か月、六本木クラップスにて産休前ラスト単独コンサートを開催

2024年
- 約2年間の休業を経て、2024/03/30に「小平加奈 ただいま！復帰ライブ！」にて復帰予定

## ディスコグラフィー

### シングル
- 片道切符（2011年12月1日 ストリーミング配信、着うた）
- ここにいること（2014年7月2日 CDデビュー曲）
- ただいま、おかえり。（2015年3月25日）
- えん（2016年5月18日）

### アルバム
- 7段目のとびばこ（2017年2月22日）
- 明日への道しるべ（2018年11月22日）
- 歌う理由（2022年05月04日）